# Oasis

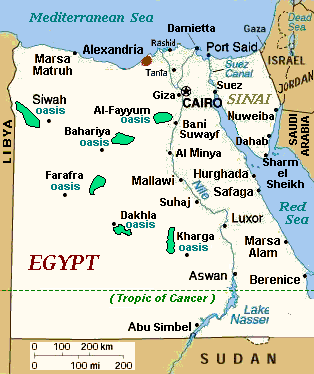
Mapa de los oasis en Egipto.

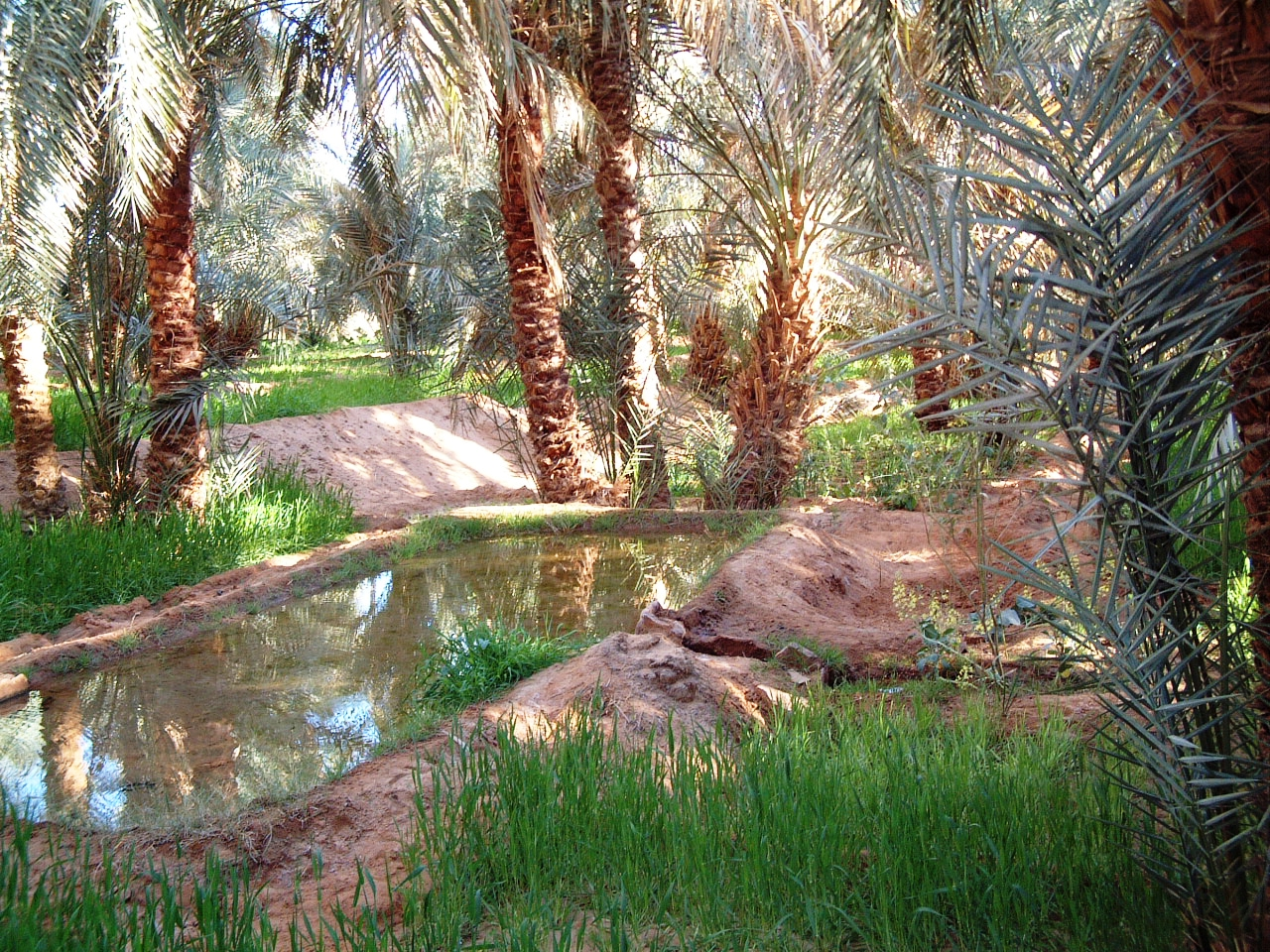
Oasis de Timimoun en Argelia.

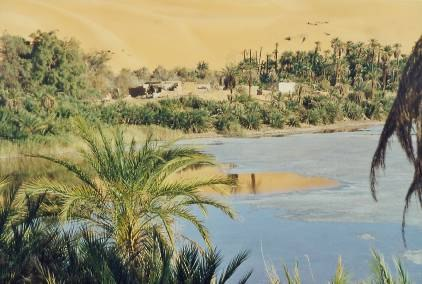
Oasis en Libia.

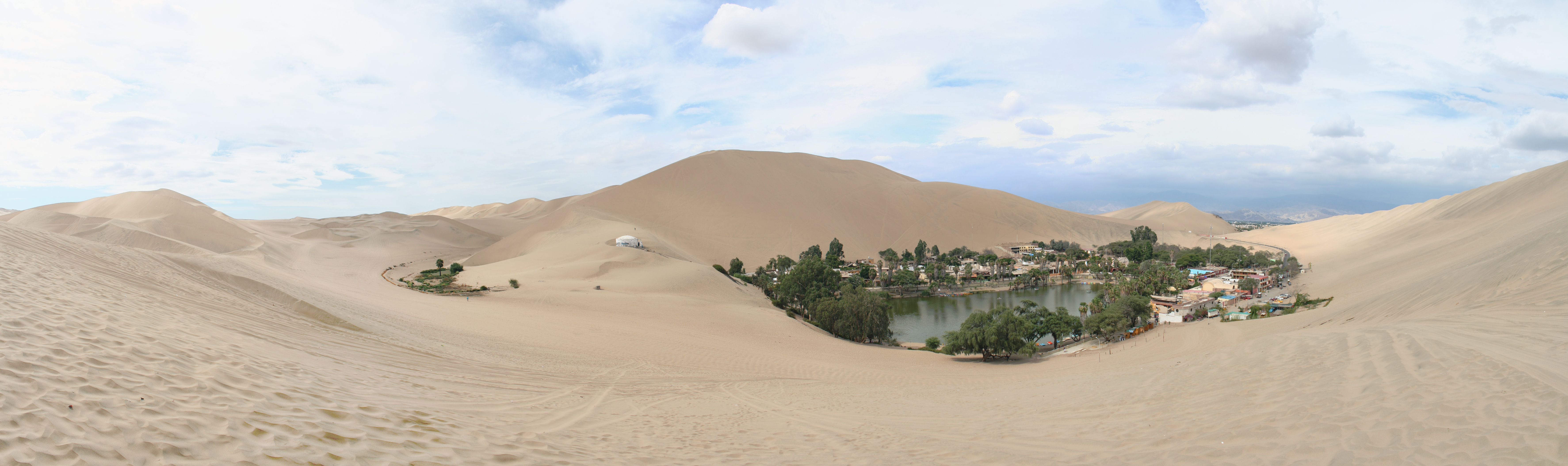
Oasis de Huacachina en Perú.

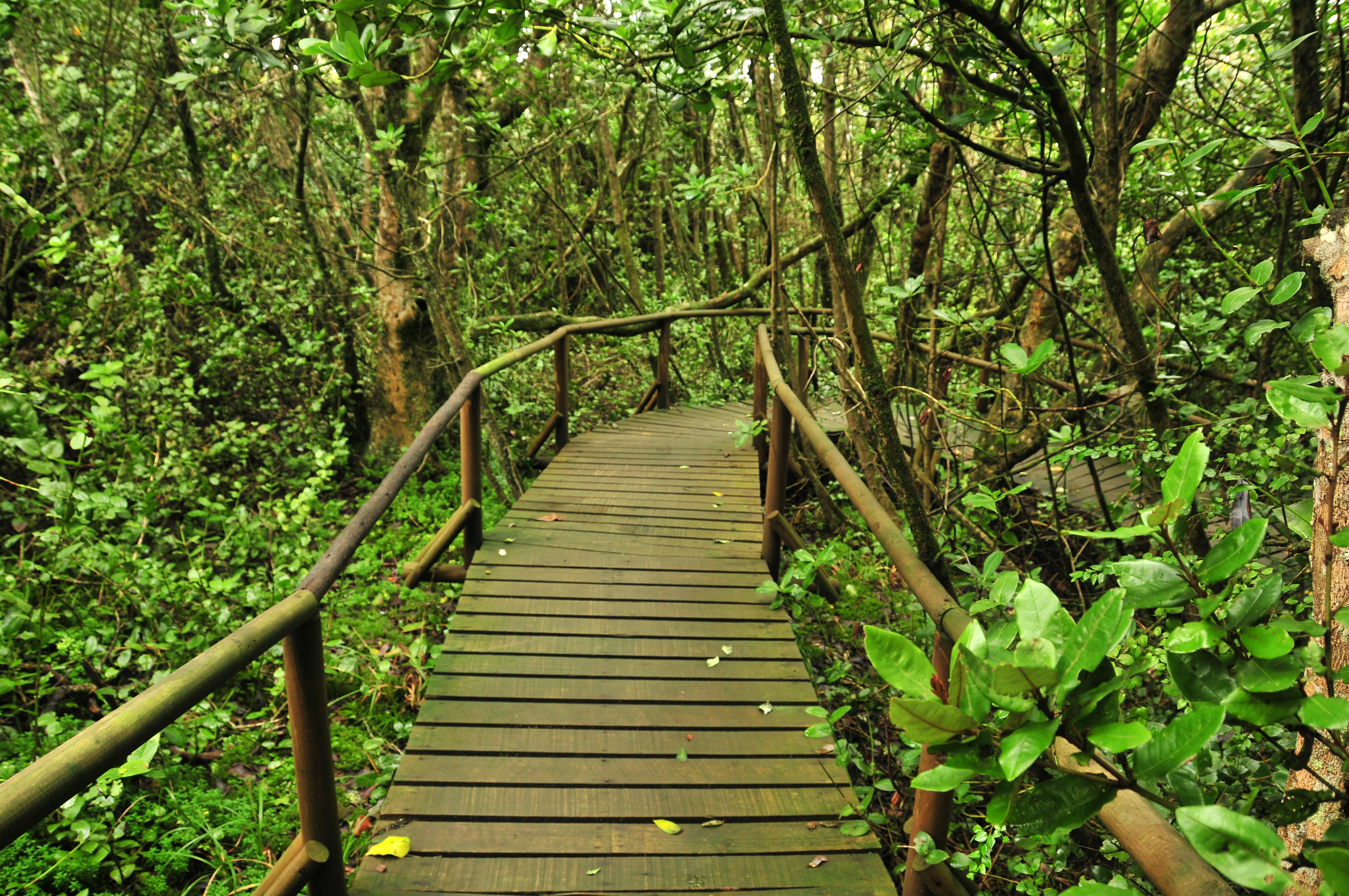
Senderos en Parque nacional Bosque Fray Jorge, ubicado junto al desierto de Atacama, Chile.

Un oasis es un paraje de un desierto, en el cual se pueden encontrar agua y vegetación. Suelen constituir porciones más o menos extensas de terrenos fertilizados por una fuente de agua en medio de los arenales. Aunque dependen de una condición natural, como es la presencia de agua que pueda ser embalsada y utilizada para la irrigación, la mayoría de los oasis, tal y como los conocemos, son artificiales.
En estos lugares suele haber pequeños asentamientos habitados, como los de la región del Sáhara, la península arábiga o pueblos como los de Pica en Chile, Ica en Perú o Parras de la Fuente en México. Además de dar cultivos a los pobladores cercanos y proporcionar una fuente acuífera, sirven igualmente para abastecer a los viajeros y caravanas.
A la ilusión de percibirlos visualmente se le llama espejismos.
La palabra 'oasis' procede del griego ὄασις [oasis], término tomado a su vez del antiguo egipcio uḥt, en demótico uḥỉ y en copto uaḥe, de donde también derivó el árabe wāḥa.

## Descripción
Los oasis se desarrollan en lugares «hidrológicamente favorecidos» que tienen atributos como un alto nivel freático, lagos estacionales o wadis bloqueados. Los oasis se forman cuando fuentes de agua dulce, como ríos subterráneos o acuíferos, riegan la superficie de forma natural o mediante pozos artificiales. La presencia de agua en la superficie o en el subsuelo es necesaria y la gestión local o regional de este recurso esencial es estratégica, pero no suficiente para crear estas zonas: el trabajo humano continuo y el saber hacer (una cultura técnica y social) son esenciales para mantener estos ecosistemas. Algunas de las posibles contribuciones humanas al mantenimiento de un oasis incluyen la excavación y el mantenimiento de pozos, la excavación y el mantenimiento de canales, y la eliminación continua de plantas oportunistas que amenazan con atiborrarse de agua y fertilidad necesarias para mantener los suministros de alimentos humanos y animales. Estereotípicamente, un oasis tiene un «estanque central de agua abierta rodeado por un anillo de arbustos y árboles dependientes del agua...que a su vez están rodeados por una zona periférica de transición a plantas desérticas».
Los chubascos de lluvia proporcionan agua subterránea para mantener oasis naturales, como el Tuat. Los sustratos de roca y piedra impermeables pueden atrapar el agua y retenerla en bolsas, o en largas crestas subsuperficiales con fallas o diques volcánicos el agua puede acumularse y filtrarse a la superficie. Cualquier incidencia de agua es aprovechada por las aves migratorias, que también pasan semillas con sus excrementos que crecerán en el borde del agua formando un oasis. También puede utilizarse para plantar cultivos.
Los oasis de Oriente Próximo y Norte de África cubren alrededor de 1,000,000 hectáreas. Sin embargo, son el sustento de unos 10 millones de habitantes. La marcada proporción de oasis y tierras desérticas en el mundo significa que el ecosistema de los oasis es «relativamente diminuto, raro y precioso». 
Existen 90 «grandes oasis» en el desierto del Sáhara. Parte de su fertilidad puede derivar de sistemas de irrigación llamados qanats', khettaras, lkhttarts, o una variedad de otros nombres regionales.
En algunos sistemas de oasis, existe «un sistema geométrico de canales elevados que liberan cantidades controladas del agua en parcelas individuales, empapando el suelo».

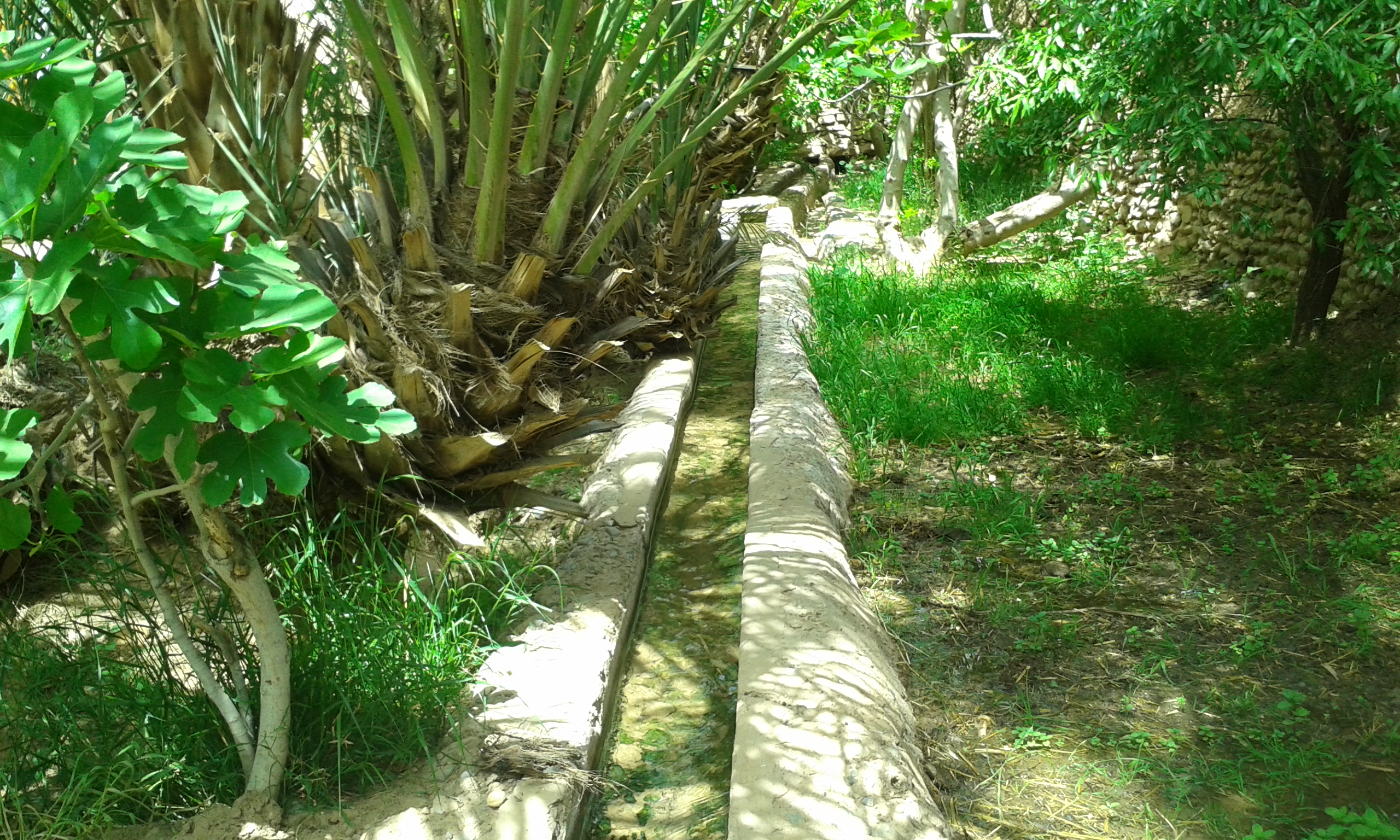
Canal de riego dentro del oasis de Figuig, en el este de Marruecos.

Los oasis suelen tener historias humanas que se miden en milenios. En las excavaciones arqueológicas de Ein Gedi, en el valle del Mar Muerto, se han hallado pruebas de asentamientos que datan del año 6000 a. C. Al-Ahsa en la península arábiga muestra evidencias de residencia humana que datan del Neolítico.
Antropológicamente, el oasis es «una zona de vida sedentaria, que asocia la ciudad [medina] o aldea [ksar] con su fuente de alimentación circundante, el palmeral, dentro de un sistema nómada relacional y circulatorio».
La ubicación de los oasis ha sido de vital importancia para el comercio y las rutas de transporte en las zonas desérticas; las caravanas deben viajar a través de los oasis para que los suministros de agua y alimentos puedan ser repuestos. Así, el control político o militar de un oasis ha significado en muchos casos el control del comercio en una ruta concreta. Por ejemplo, los oasis de Awjila, Ghadames y Kufra, situados en la actual Libia, han sido vitales en diversas épocas para el comercio norte-sur y este-oeste en el desierto del Sáhara. La ubicación de los oasis también influyó en la ruta comercial Darb El Arba'īn de Sudán a Egipto, así como en la ruta de caravanas del río Níger a Tánger, Marruecos. La Ruta de la Seda «trazaba su curso de pozo de agua en pozo de agua, apoyándose en comunidades de oasis como Turpan en China y Samarcanda en Uzbekistán».
Según las Naciones Unidas, «los oasis se encuentran en el centro mismo del desarrollo general de los países perisaharianos debido a su situación geográfica y al hecho de que son las rutas migratorias preferidas en épocas de hambruna o inseguridad en la región».
Los oasis de Omán, en la península arábiga cerca del Golfo Pérsico, difieren un poco de la forma sahariana. Aunque siguen estando situados en una zona árida o semiárida con un bosque de palmeras datileras, estos oasis suelen estar situados bajo mesetas y «regados por manantiales o por aflaj, sistemas de túneles excavados en el suelo o tallados en la roca para aprovechar los acuíferos subterráneos». Este sistema de captación de agua de lluvia «nunca desarrolló un problema grave de salinidad».

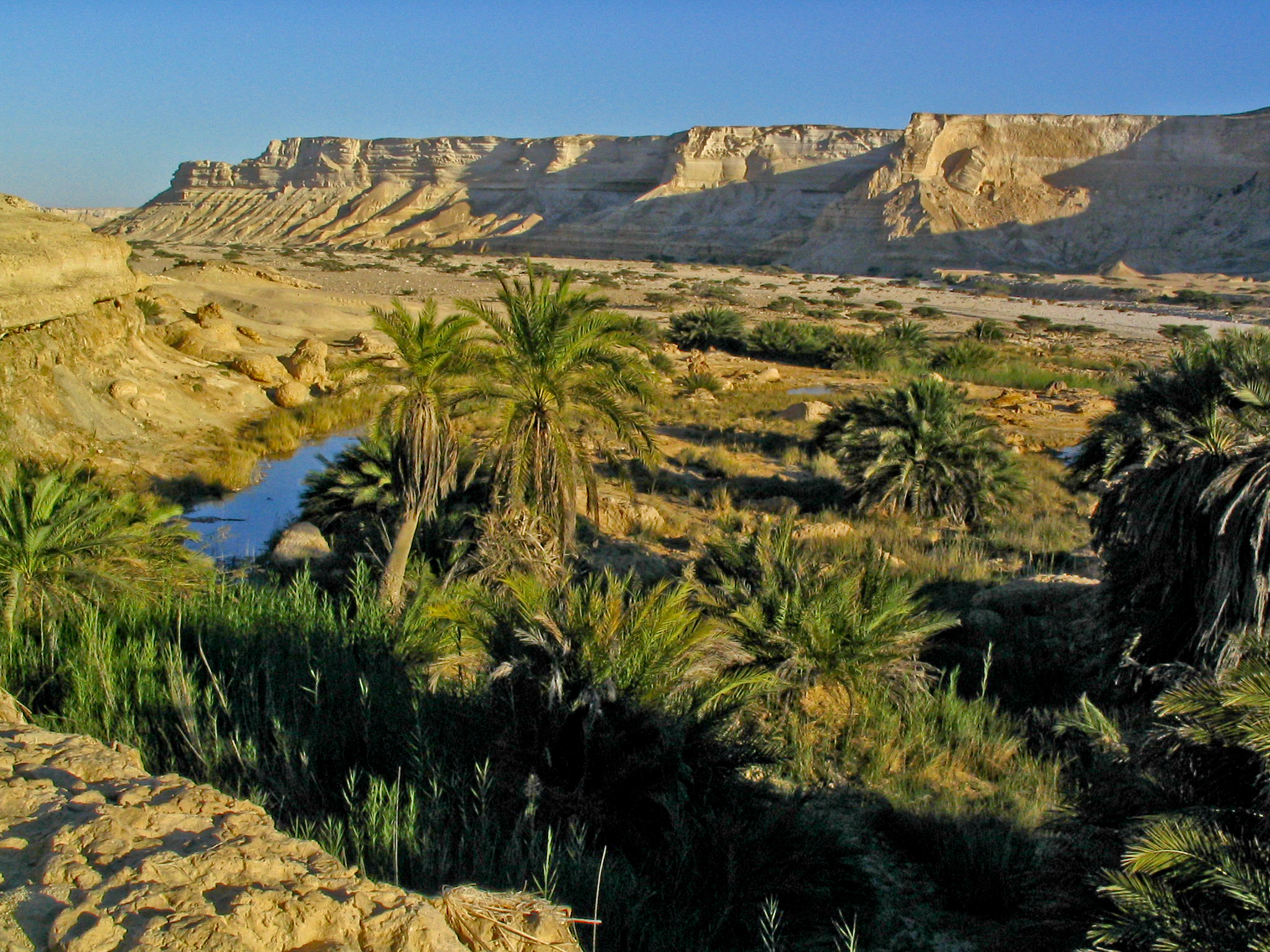
Oasis en Omán.

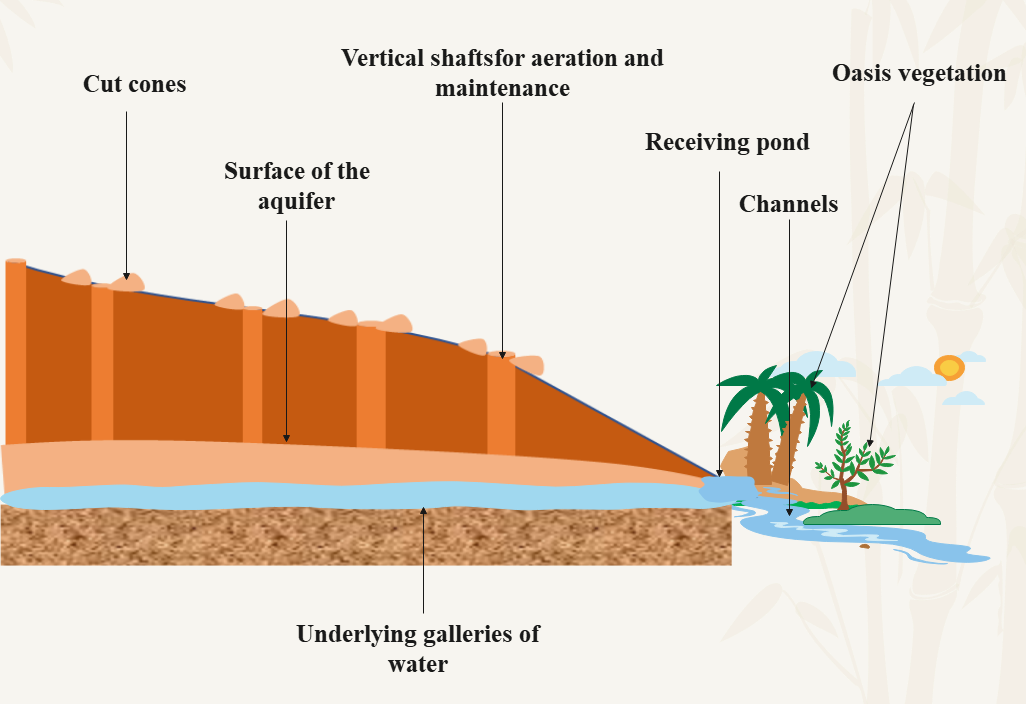
Diagrama del sistema khattara.

En las zonas áridas del suroeste de Norteamérica, existe una forma de hábitat llamada Oasis de palmeras (o Palm Series u Oasis Scrub Woodland) que tiene la palmera californiana como especie principal. Estos oasis de palmeras se pueden encontrar en California, Arizona, Baja California, y Sonora.

## Sistemas en peligro
Muchos oasis históricos han luchado contra la sequía y un mantenimiento inadecuado. 
Según un informe de las Naciones Unidas sobre el futuro de los oasis en el Sáhara y el Sahel, «Cada vez más... los oasis están sometidos a diversas presiones, muy influidas por los efectos del cambio climático, la disminución de los niveles de las aguas subterráneas y la pérdida gradual del patrimonio cultural debido al desvanecimiento de la memoria histórica en relación con las técnicas tradicionales de gestión del agua. Estas presiones naturales se ven agravadas por las presiones demográficas y la introducción de técnicas modernas de bombeo de agua que pueden perturbar los sistemas tradicionales de gestión de los recursos, especialmente en los oasis del norte del Sáhara».
Por ejemplo, cinco oasis históricos del Desierto Occidental de Egipto (Kharga, Dakhla, Farafra, Baharyia y Siwa) tuvieron antaño «manantiales y pozos fluyentes», pero debido a la disminución de las cabezas de agua subterránea por el uso excesivo para proyectos de recuperación de tierras esas fuentes de agua ya no existen y los oasis sufren por ello.
Marruecos ha perdido dos tercios de su hábitat de oasis en los últimos 100 años debido al calor, la sequía y la escasez de agua. Los Oasis de Ferkla en Marruecos una vez se abastecieron de agua de los ríos Ferkla, Sat y Tangarfa, pero ahora están secos pero durante unos pocos días al año.

## Oasis de Egipto
Célebres son los oasis de Egipto, que fueron administrados con la misma atención que las demás regiones durante la época del antiguo Egipto. Servían de lugar de aprovisionamiento y descanso a las grandes caravanas de beduinos comerciantes del interior de África, haciéndose mención en los anales egipcios de estos bajo la denominación más general de habitantes del territorio líbico.

## Oasis en el Perú
La laguna de Huacachina es un oasis ubicado a 5 km al oeste de la ciudad de Ica (en el Perú) y a 60 km al este de la costa del océano Pacífico; se presenta como un verdadero oasis natural en medio de las blancas arenas del desierto costero del Perú. De aguas color verde esmeralda, surgió debido al afloramiento de corrientes subterráneas y alrededor de ella hay una abundante vegetación compuesta de palmeras, eucaliptos (especies introducidas) y la especie de mezquite conocida como huarango, que sirven para el descanso de las aves migratorias que pasan por esta región. Todo ello contribuye a hacer de Huacachina uno de los lugares más vistosos y bellos de la costa peruana.

## Oasis en Chile
En la comuna de Ovalle, Región de Coquimbo, Chile, cerca de la ciudad de Ovalle, se encuentra el Parque nacional Bosque Fray Jorge, el cual se caracteriza por ser un ecosistema relicto con características de bosque frondoso que se encuentra aislado y ubicado junto al desierto de Atacama, el más árido del planeta.
Este remanente de bosque templado (el más septentrional del bosque húmedo pluvial valdiviano), a diferencia del común de los oasis que reciben agua a partir de una fuente acuífera, su vegetación existe gracias a un fenómeno climático particular, que es la condensación de la niebla costera (camanchaca), la cual es producto del cruce de la corriente de Humboldt con los vientos provenientes del mar; lo que crea un microclima que permite que exista esta vegetación más austral.

## Oasis en Marruecos
En el Alto Atlas de Marruecos, las tribus bereberes que viven en zonas aisladas y secas de las montañas son autosuficientes desde hace siglos gracias a un sistema que les permite integrar al mismo tiempo la producción de verduras, cereales y frutos con el pasto para animales, mediante la rotación de cultivos y técnicas agroforestales. Este modo de vida mantenido durante generaciones en los oasis tiene un fuerte componente cultural. El agua se extrae mediante una técnica llamada khettara que consiste en drenar los acuíferos mediante túneles por gravedad. Estos oasis fríos del este del Atlas forman parte de los llamados Sistemas Importantes del Patrimonio Agrícola Mundial (SIPAM). La región afectada abarca poco más de 300.000 ha y comprende unos 39.000 habitantes.

## Oasis en Argelia
El ghout es un tipo de oasis del nordeste del Sahara argelino, en el que las aguas subterráneas se utilizan para regar las palmeras datileras en un terreno desértico con acuíferos a poca profundidad. El sistema ghout de cultivo consiste en excavar una cavidad en la arena con un diámetro de 80 a 200 m y a un metro por encima de la capa freática, para que las raíces estén en contacto permanente con el agua y el riego se haga de forma natural. Por esta razón, Naciones Unidas lo considera parte de los Sistemas Importantes del Patrimonio Agrícola Mundial (SIPAM).